# Vulturul Brâncovenesc
„Vulturul Brâncovenesc” a fost o organizație secretă care a acționat în ilegalitate împotriva regimului comunist din România, în anii '80.
Organizația era formată, în majoritate, din profesori și studenți de la Liceul Industrial nr. 32 (azi Liceul „Jean Monnet”) din București.
Unul dintre membrii remarcabili ai organizației a fost revoluționarul Radu Chesaru, fiul uneia dintre profesoarele de limba română din acest liceu.
În anul 1988, „Vulturul Brâncovenesc” a organizat răspândirea de manifeste anticomuniste în stațiile de metrou.
În anul 1989, cu puțin timp înaintea Revoluției, câțiva membri ai „Vulturului Brâncovenesc” au incendiat, într-o noapte, biblioteca de vară din Parcul Herăstrău (acum Parcul „Regele Mihai I al României”) care conținea „cărțile roșii” ale Partidului. Corpul de clădire incendiat aflându-se în apropierea locuinței cuplului Ceaușescu, flăcările au fost remarcate de la distanță și aparatul Securității comuniste a intrat în alertă. După scurt timp, autorii incendierii au fost arestați și apoi anchetați brutal, ei fiind eliberați abia după evenimentele din decembrie 1989.
După 1989, câțiva dintre revoluționari au avut activitate politică. Printre alții, Radu Chesaru a activat în cadrul Partidului Național Țărănesc condus de Corneliu Coposu. Mai târziu, el și-a pierdut viața în cursul unui accident care a născut multe speculații de sinucidere sau crimă - acasă, în timp ce curăța o armă de foc pe care o deținea legal.